# Топличиця (Новий Мароф)
Топличиця (хорв. Topličica) — населений пункт у Хорватії, в Вараждинській жупанії у складі міста Новий Мароф.

## Населення
Населення за даними перепису 2011 року становило 207 осіб.
Динаміка чисельності населення поселення:

## Клімат
Середня річна температура становить 9,99 °C, середня максимальна – 24,02 °C, а середня мінімальна – -6,20 °C. Середня річна кількість опадів – 943 мм.
| Клімат поселення                              | Клімат поселення | Клімат поселення | Клімат поселення | Клімат поселення | Клімат поселення | Клімат поселення | Клімат поселення | Клімат поселення | Клімат поселення | Клімат поселення | Клімат поселення | Клімат поселення | Клімат поселення |
| Показник                                      | Січ.             | Лют.             | Бер.             | Квіт.            | Трав.            | Черв.            | Лип.             | Серп.            | Вер.             | Жовт.            | Лист.            | Груд.            |                  |
| Середній максимум, °C                         | 5,80             | 7,64             | 11,86            | 15,96            | 20,89            | 24,02            | 23,37            | 22,78            | 18,86            | 13,78            | 8,26             | 4,40             |                  |
| Середня температура, °C                       | −0,2             | 1,65             | 5,87             | 9,96             | 14,88            | 18,02            | 19,72            | 19,15            | 15,21            | 10,16            | 4,63             | 0,79             |                  |
| Середній мінімум, °C                          | −6,2             | −4,35            | −0,12            | 3,96             | 8,89             | 12,02            | 16,08            | 15,51            | 11,57            | 6,52             | 1,00             | −2,86            |                  |
| Норма опадів, мм                              | 47               | 49               | 64               | 73               | 79               | 109              | 92               | 96               | 90               | 89               | 89               | 66               |                  |
| Середньомісячна швидкість вітру, м/с          | 1.91             | 2.11             | 2.50             | 2.42             | 2.31             | 2.02             | 2.00             | 1.81             | 1.82             | 1.91             | 2.01             | 2.01             |                  |
| Середньомісячна сонячна радіація, кДж/м²·день | 4036             | 6813             | 10501            | 14857            | 18989            | 20702            | 21532            | 18606            | 13822            | 8705             | 4559             | 3243             |                  |
| --------------------------------------------- | ---------------- | ---------------- | ---------------- | ---------------- | ---------------- | ---------------- | ---------------- | ---------------- | ---------------- | ---------------- | ---------------- | ---------------- | ---------------- |
| Джерело:                                      |                  |                  |                  |                  |                  |                  |                  |                  |                  |                  |                  |                  |                  |